# Райская мухоловка
Ра́йская мухоло́вка, или длиннохвостая мухоловка (лат. Terpsiphone paradisi) — вид птиц семейства монархов.

## Описание
Райская мухоловка длиной 19-22 см. Её голова блестяще-чёрная с хохлом, синий клюв круглый и сильный с чёрной вершиной. Радужины от тёмно-коричневого до чёрного цвета. Ноги короткие и стройные. Крылья длиной 86-92 мм.
В окраске оперения присутствует половой диморфизм. Оперение самок красновато-коричневое, горло светло-серое, брюхо светлое. Самцы меняют внешний вид в течение первых 3-х лет жизни. Молодые самцы очень похожи на самок, имеют, тем не менее, чёрное горло и синюю окантовку глаз. На 2-м году жизни у них вырастают хвостовые перья длиной до 24 см. С 3-го года жизни их оперение становится белым, а два центральных из 12 перьев хвоста удлиняются до 30 см.
На о. Борнео и, вероятно, также на о. Сумба у большинства молодых самцов после линьки оперение белого цвета.

## Распространение
Райские мухоловки распространены в густо поросших лесами областях от Туркестана до Индии, в северном и восточном Китае, и на юге до Индонезийского архипелага на островах Сумба и Алор.

## Подвиды и их распространение
С XIX столетия были описаны несколько подвидов, отличающихся от вида Corvus paradisi, который в 10-м издании своего труда «Система природы» описал Карл Линней, преимущественно оперением. Согласно его первому описанию райские мухоловки проживают в Индии. Позднее натуралисты наблюдали эту птицу в других частях Азии и описали её. Сегодня орнитологи признают следующие 3 подвида:
- Terpsiphone paradisi leucogaster (Swainson, 1838) гнездится в западном Тянь-Шане, в Афганистане, на севере Пакистана, в северо-западной и центральной Индии, в западном и центральном Непале;
- Terpsiphone paradisi ceylonensis (Zarudny & Härms, 1912) обитает в Шри-Ланке.
- Terpsiphone paradisi paradisi (Linnaeus, 1758) обитает в Индии и Шри-Ланке.

Другие подвиды были выделены в отдельные виды:
- Terpsiphone affinis (Blyth, 1846)
  - Terpsiphone affinis affinis (Blyth, 1846) живёт в Малайзии и Суматре;
  - Terpsiphone affinis insularis (Salvadori, 1887) живёт на острове Ниас к северо-западу от Суматры.
  - Terpsiphone affinis nicobarica (Oates, 1890) живёт на Никобарских островах.
  - Terpsiphone paradisi sumbaensis (Meyer, 1894) живёт на маленьком о. Сумба.
  - Terpsiphone affinis procera (Richmond, 1903) живёт на о. Симёлуэ к северо-западу от Суматры.
  - Terpsiphone affinis borneensis (Hartert, 1916) живёт на Борнео.
  - Terpsiphone affinis saturatior (Salomonsen, 1933) гнездится на востоке Непала и в северо-восточной Индии, на востоке Бангладеш и на севере Мьянмы. Обитающая в Малайзии популяция там не гнездится.
  - Terpsiphone affinis burmae (Salomonsen, 1933) живёт в центральном регионе Мьянмы.
  - Terpsiphone affinis indochinensis (Salomonsen, 1933) живёт на востоке Мьянмы, в Юньнань на юге Китая и мигрирует через Таиланд и Индокитай в Малайзию, Суматру и соседние острова.[6]
- Terpsiphone floris (Büttikofer, 1894) живёт на островах Сумбава, Флорес, Ломблен и Алор.
- Terpsiphone incei (Gould, 1852) гнездится в восточном, северо-восточном и центральном Китае, в Приморском крае России и на севере Кореи;

## Образ жизни
Райские мухоловки питаются насекомыми, охотясь за своей добычей чаще в полёте на высоте 1-2 м над землёй. В листве они ищут насекомых очень редко.
В сухую погоду они любят купаться, слетая по нескольку раз в день к мелким ручьям еще и за тем, чтобы попить воды. После они поднимаются на ветви и принимаются ухаживать за своим оперением.
Сезон гнездования моногамных птиц начинается в Таиланде уже в начале марта и продолжается до середины июля. Первые предвестники двигающихся популяций прибывают в конце марта в непальский Тераи. Взрослые самцы привлекают взгляд своими длинными перьями, когда они неутомимо гонятся за комарами, которые в это время начинают активно размножаться. Сезон гнездования начинается здесь несколько позже -  к середине апреля - и продолжается вплоть до августа.
Уже скоро мухоловки начинают поиски подходящего места гнездования в лесах и рощах. Они осматривают высокие кусты и низкорослые деревья, подбирая защищённые от солнца и разорителей гнёзд убежища. Однажды найдя его, они энергично защищают своё место по отношению к другим гнездящимся парам в непосредственном соседстве. Чаще всего они строят свои хрупкие, хорошо замаскированные гнёзда подвешенными в развилинах на высоте 2-3 м над землёй.
Птицам нужна примерно одна неделя, чтобы построить своё конусообразное гнездо из тонких корней, мха, сухой травы и маленьких листьев, которые они скрепляют паутиной и мягко набивают внутри волокнами. Самки откладывают 3—4 бледно-розовых яйца — не больше одного яйца в день — высиживают которые оба родителя попеременно примерно 2 недели. Когда вылупляются птенцы, родители кормят их 13-14 дней в гнезде. Когда птенцы становятся самостоятельными, родители начинают с громкими призывами и пением кружить вокруг гнезда до тех пор, пока птенцы не осмелятся прыгнуть из гнезда. Родители ещё в течение нескольких дней кормят их в густом кустарнике.
Как только в середине сентября облака муссона возвращаются из Тераи Непала и Индии, райские мухоловки со своими птенцами перелетают на юг в свои зимние квартиры.